# Saint-Étienne-sur-Usson
Saint-Étienne-sur-Usson é uma comuna francesa na região administrativa de Auvérnia-Ródano-Alpes, no departamento Puy-de-Dôme. Estende-se por uma área de 15,47 km². Em 2010 a comuna tinha 270 habitantes (densidade: 17,5 hab./km²).